# Yakovlev Yak-23
Le Yakovlev Yak-23 (Code OTAN : Flora) était un chasseur à réaction soviétique, développé par l'industriel Yakovlev dans l'immédiat après-guerre.

## Histoire
Le Yak-23 fut développé comme chasseur léger à réaction, sous la propre initiative de Yakovlev. Il était inspiré par les Yak-15 et Yak-17 et reprenait leur concept original, avec le moteur à l'avant du fuselage et l'échappement sous le cockpit, mais la conception était nouvelle. Le Yak-23 utilisait la copie soviétique du moteur anglais Rolls-Royce Derwent Mk.V, produit sous le nom de Klimov RD-500. Il effectua son premier vol le 8 juillet 1947. Après des essais en vol convaincants, il fut approuvé par l'Armée soviétique, en 1948, et sa production en série fut lancée. On lui reconnut une excellente manœuvrabilité, une bonne accélération et de bonnes capacités au décollage et en vitesse ascensionnelle, grâce à un excellent ratio poussée/poids. Ses failles étaient une mauvaise stabilité aux environs de Mach 0,8, et un manque de pressurisation du cockpit. Bien qu'il fût l'un des meilleurs chasseurs à réaction à aile droite, il était inférieur aux nouveaux chasseurs à ailes en flèche.

## Histoire opérationnelle
Le premier appareil fut produit dans une usine de Tbilissi, en octobre 1949. À la fin 1949, il entra en service dans l'Armée de l'air soviétique et fut également exporté en 1949 et 1950. Le Yak-23 fut cependant rapidement remplacé par le MiG-15, certes plus complexe, mais offrant de meilleures performances. Au total, seulement 310 exemplaires du Yak-23 furent produits avant que la production ne cesse, en 1950. Une version biplace, désignée Yak-23UTI, fut développée, avec un cockpit pour l'instructeur vers le nez de l'appareil, mais seule une petite série fut produite.
Un petit nombre de Yak-23 fut exporté vers la Tchécoslovaquie (21 exemplaires, renommés « S-101 »), la Bulgarie, la Pologne (une centaine d'avions), la Roumanie, la Hongrie et l'Albanie. La Pologne et la Tchécoslovaquie acquirent la licence du Yak-23, mais la production ne commença jamais, abandonnée en faveur de celle du MiG-15. 
Les Yak-23 furent retirés du service en 1951, en Union soviétique, et en 1956 dans le reste du Pacte de Varsovie. Ils n'avaient jamais vécu l'épreuve du feu.

### Tests aux États-Unis
Un Yak-23 fut étudié par les services secrets des États-Unis, avec l'aide de la Yougoslavie, en novembre 1953. il s'agissait du Yak-23 roumain piloté par Mihail Diaconu, qui avait fait défection avec son appareil le 24 juin 1953. L'avion arriva démonté à l'Air Force Test and Evaluation Center (en) à Wright Field près de Dayton, Ohio. Il fut remonté et rendu opérationnel pour plusieurs vols d'essais, camouflé avec des marquages américains. Des efforts avaient été faits pour garder l'identité de cet avion secrète, en ne volant qu'au petit matin. À une occasion, il fut dépassé sur un taxiway par une formation de F-86, dont les pilotes s'interrogèrent sur l'identité de cet avion. L'histoire raconte qu'ils furent persuadés qu'il s'agissait d'un Bell X-5, qui avait une configuration similaire. À la fin de l'évaluation, l'avion fut démonté et renvoyé en Yougoslavie avec sa peinture et ses marquages d'origine.

### Records
Le 21 septembre 1957, le pilote polonais Andrzej Abłamowicz établit deux records FAI dans sa catégorie de poids, sur un Yak-23 doté de marquages civils « SP-GLK ». Il grimpa à 3 000 m en 119 s et à 6 000 m en 197 s. Cet appareil fut retiré de l'espace aérien en 1961, étant probablement le dernier Yak-23 à avoir été utilisé dans le monde.

## Versions
- Yak-23 : Version de base monoplace ;
- Yak-23UTI : Version d'entraînement biplace, fabriquée en petit nombre. Armement réduit et fuselage agrandi ;
- Yak-23DC : Version d'entraînement biplace construite par la Roumanie. 4 appareils Yak-23 « normaux » furent convertis en 1956 par ASAM Pipera. Deux de ces appareils appartenaient à l'armée de l'air bulgare ;
- S-101 : 21 exemplaires du Yak-23 original exportés vers la Tchécoslovaquie et rebaptisés.

## Utilisateurs
- Union soviétique : Entre 1949 et 1951 ;
- Albanie
- Bulgarie : Au-moins 12 appareils reçus en 1949 ;

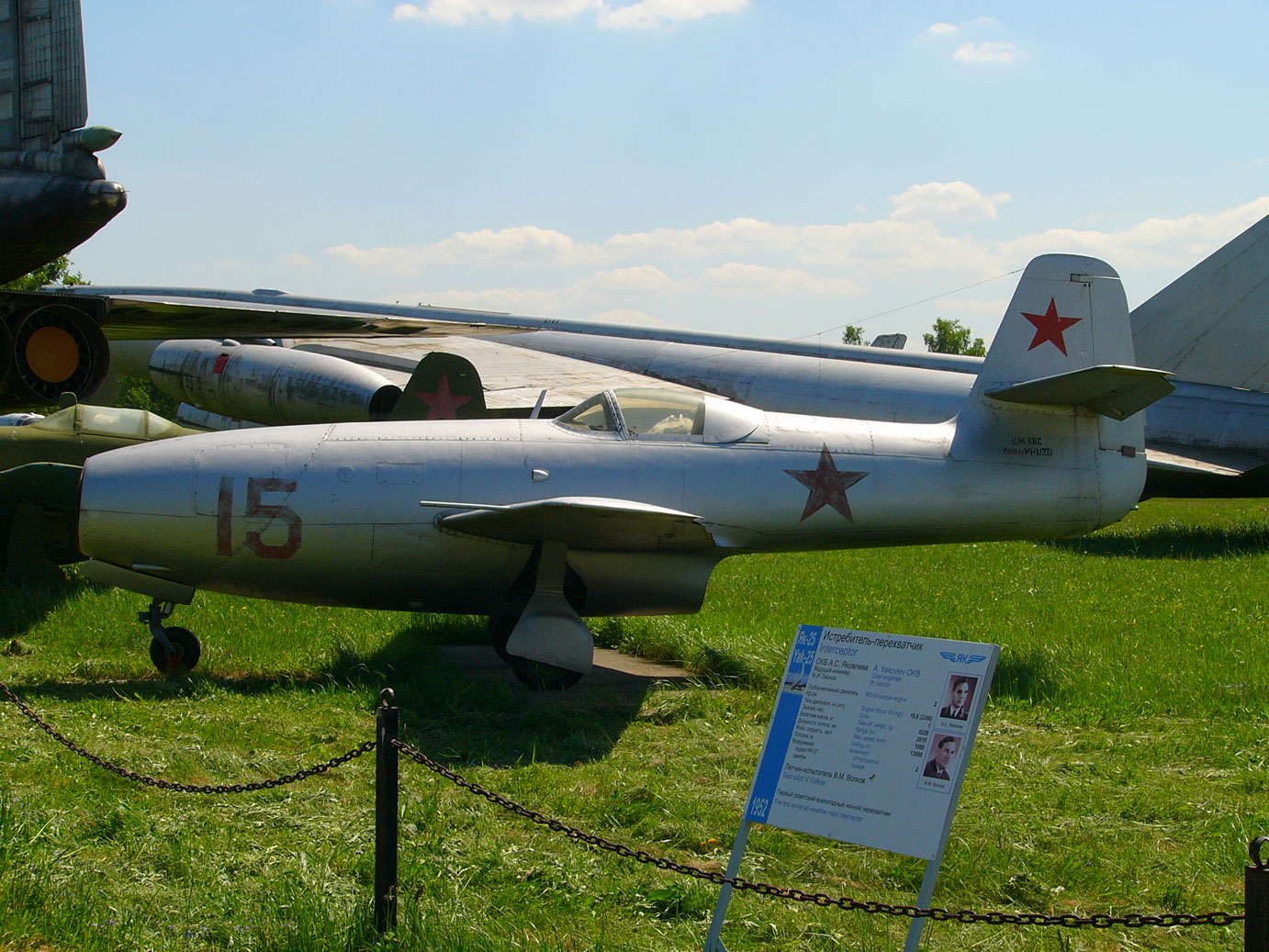
Un Yak-23 soviétique, au musée de la force aérienne centrale, à Monino.

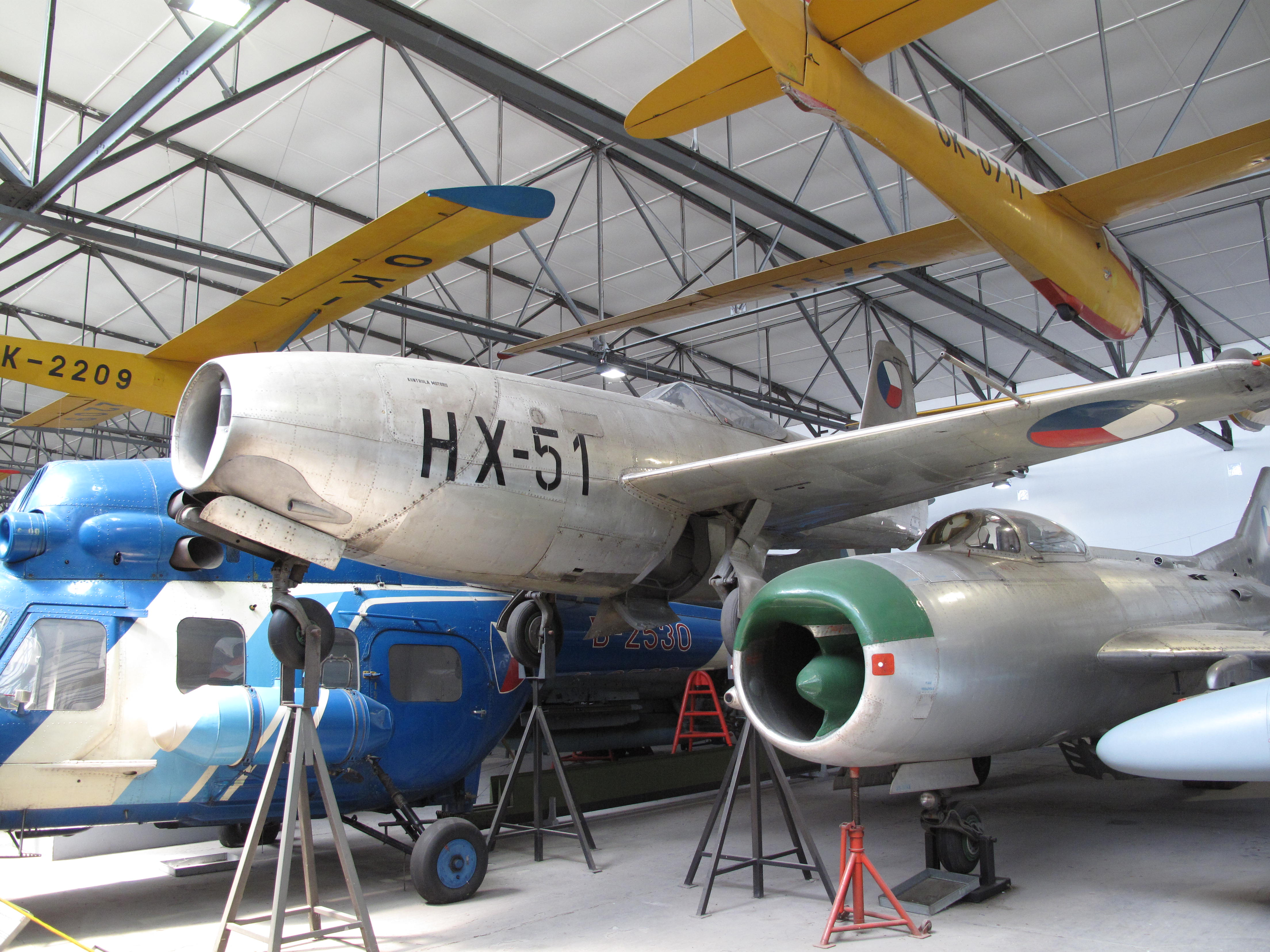
Un Yak-23 tchécoslovaque au musée d'aviation de Prague, Kbely.

- Hongrie : Quelques appareils reçus en 1950 (nombre exact inconnu) ;
- Pologne : 100 appareils reçus, utilisés de 1950 à 1956 ;
- Roumanie : 62 appareils reçus en 1951, utilisés jusqu'en 1958 ;
- Tchécoslovaquie : 20 appareils reçus en 1949 ;
- États-Unis : Un appareil utilisé en novembre 1953 pour effectuer des tests en vol.

### Développement lié
- Yakovlev Yak-15
- Yakovlev Yak-17
- Yakovlev Yak-19

### Aéronefs comparables
- Mikoyan-Gourevitch MiG-9

### Ordre de désignation
Yak-19 - Yak-20 (en) - Yak-21 (en) - Yak-23 - Yak-24 - Yak-25 - Yak-26